# Listă de filme noir din anii 1920
Aceasta este o listă de filme noir din anii 1920:

## 1927
- Underworld

## 1928
- The Docks of New York
- The Racket

## 1929
- Thunderbolt